# João Batista Cavati
João Batista Cavati CM (* 5. Mai 1892 in Todos os Santos, Espírito Santo; † 30. Juni 1987) war ein brasilianischer Ordensgeistlicher und römisch-katholischer Bischof von Caratinga.

## Leben
João Batista Cavati trat der Ordensgemeinschaft der Lazaristen bei und empfing am 20. März 1920 das Sakrament der Priesterweihe.
Am 30. Juli 1938 ernannte ihn Papst Pius XI. zum Bischof von Caratinga. Der Erzbischof von Mariana, Helvécio Gomes de Oliveira SDB, spendete ihm am 30. Oktober desselben Jahres die Bischofsweihe; Mitkonsekratoren waren der Bischof von Espírito Santo, Luiz Scortegagna, und der Bischof von Jacarezinho, Fernando Taddei CM.
Papst Pius XII. nahm am 20. Oktober 1956 das von João Batista Cavati vorgebrachte Rücktrittsgesuch an und ernannte ihn zum Titularbischof von Eucarpia. Cavati verzichtete am 14. Dezember 1970 auf das Titularbistum Eucarpia.

## Schriften
- História da imigração italiana no Espírito Santo. Editora São Vicente, Belo Horizonte 1973, OCLC 976595859.